# Hunehei (Ort)
Hunehei (Hunanai, Hunahai) ist ein osttimoresischer Ort im Suco Luculai (Verwaltungsamt Liquiçá, Gemeinde Liquiçá). Das Dorf liegt im Südosten der Aldeia Hunehei in einer Meereshöhe von 730 m auf einem Berg zwischen den Flüssen Gaulara im Süden und Eanaloa im Norden, die im Nordwesten sich zum Gularkoo vereinigen. Eine Straße führt nach Südosten zum Nachbarort Metagou.